# 少年中國學會
少年中國學會是中華民國早年的一个重要的全国性组织，模仿意大利革命家马志尼创造的“少年意大利”，故起名為少年中國學會。若從1918年6月30日的嶽雲別墅會議為始，以1925年7月20日於南京的第五次年會為結束的話，其學會歷史一共是七年零十天。創會的元老會員有王光祈、周太玄、陳愚生、張夢九、曾琦、雷宝菁和李大钊7人。他們秉持著一股愛國、救國的熱情而凝聚在一起，為挽救中國於列強環伺、國力虛弱的危亡處境中。作為一個學會，這群人不止本著純潔的科學精神做實在的研究，更強調在社會上的實際影響。他們創辦《少年中國》等刊物以傳播新思想、推行勤工儉學等社會活動以培養國力。其理想是創造一個永不老大的少年中國。會員雖然不多，卻遍及海內外，北京、南京、濟南及天津皆是其活動範圍，甚至有巴黎分會，而東南亞的華僑也是學會刊物的重要讀者。
- 少年中国学会的宗旨：“振作少年精神，研究真實學問，發展社會事業，轉移末世風俗。”
- 少年中國學會的信條：“奮鬥、實踐、堅忍、儉樸。”
- 少年中国学会第一條規章：“本學會本科學的精神，為社會的活動，以創造少年中國為宗旨。”

## 历史

### 醞釀與創建

#### 留日學生罷學歸國潮與醞釀期
1918年由於時任北京政府國務總理的段祺瑞與日本訂立中日共同防敵軍事協定，爆發了留日學生罷學歸國潮，回國的學生中，曾琦、陳愚生、張夢九、雷宝菁、李大钊五人便是後來創建少年中國學會的主力人員。
然而促成少年中國學會思想的與組織上的凝聚的最大功臣，則是王光祈。曾在1917年王光祈與曾琦的書信上就提到：“我們皆在青年求學時期，救國最好在早做基礎的準備工夫，而準備工夫不外兩事：一為人才，二為辦法。但人才已不能求之已成勢力中，則應早日集結有志趣的青年同志，互相切磋，經過歷練，成為各樣專門人才，始足以言救國與建國的種種實際問題的解決。”那時，共結社團以救中國的意圖便已在漸漸成形了。
在幾個月間的互相激盪與熱烈討論下，少年中國學會在原始發起人的言談中被建構了出來。1918年6月30日王光祈、周太玄、陳愚生、張夢九、曾琦、雷眉生、李大钊七人在北京南橫街嶽雲別墅的會議中，以互相盟約，決議發起少年中國學會。直到1919年7月1日正式召開學會成立會止，期醞釀期大約一年。

#### 具體實踐與創建期
1919年7月1日于北京成立之後，這個組織就生龍活虎地運作了起來，第一屆執行部主任是王光祈；第二屆是左舜生（1920年接任）；第三屆是陳啟天(1923年接任)。接下來的兩年內，少年中國學會創辦了多種雜誌，積極引介歐美的心思想給國人閱讀，並且推動工讀互助團、新村運動等小組織，希望進而改革中國舊社會，少年中國月刊一卷二期便寫道：「如要得到學術上的進步，精神上的快樂，保持高尚的人格，改善不良的生活，免除家庭的苦惱等等目的，只有少數人去實行新生活的小組織，以勞動所得，自立互助，進而改革社會。」
少年中國學會的出版刊物在知識思想界所發揮深遠的影響是有目共睹的，但他們對於理論的實踐卻不盡理想。主要原因是不合時宜且不切實際，胡適在《工讀主義試行的觀察》一文就提到：「照我個人的愚見看來，我們在北京發起的工讀互助團的計畫，實在是太草率了，太不切事實了。」因此那些小組織的運動，在北京與一些城市勉強實行一些時日後，多半後來皆無疾而終了。

### 分裂與瓦解

#### 南京年會與分裂之端
1921年7月1日至7月4日少年中國學會在南京召開年會，共有二十三人出席，會員們對於宗旨主義問題、政治運動問題、宗教信仰問題與學會信條問題進行了非常熱烈的論辯，許多爭議不休的議題無法取得共識，而造成日後學會分裂的開端。
- 關於宗旨主義問題，產生了「應否採取某種主義」的辯論，而實質上是「應否採取社會主義」的拉鋸戰，由於受到俄國革命的影響，共產主義在中國快速地傳播，其時正是學會的許多會員傾向左派思想的局面。最後表決的結果，投「不要主義」者六人，投「採取某種主義」者十七人，但贊同採用主義的會員其意見也不盡相同，多有歧出，因此暫擱至月刊裡再詳加討論。

- 關於政治運動問題，又可分成「投入政治運動，或只堅守社會運動的範疇」與「若投入政治運動，能否加入舊政界」的兩大疑義。對於前者，表決時贊成「社會運動應包括廣義的政治活動」者有十九人，反對者三人；對於後者，贊成者有黃日葵、邰爽秋，反對者有左舜生，陳啟天等人，最後莫衷一是。

- 關於宗教信仰問題，少年中國學會本是一個兼秉科學精神、研究精神的團體，因此原先設定不許已有宗教信仰者入會，其原因在於，有些會員認為宗教的信仰會基本妨害了科學的精神。在7月2日的討論會上，對取消「不許教徒入會即已入會為教徒著須出會」這一條例進行表決，贊成取消者十八人，反對取消者三人，棄權者一人。但在7月3日的會議上，又提出加入「不許教徒入會」的條文，結果贊成者五人，反對者十一人，棄權者四人。在宗教信仰層面，學會算是一定程度地開放地容納了宗教。

- 關於信條問題，基於學會創辦之初的信條，不一定隨著社會局勢演變而永遠適用，因此也有人提出疑義，但付之表決的結果，「維持原信條」的贊成票數為十三人，反對票數為一人（其餘票數因故未投），算是輕易地通過了。

南京大會為期三日，氣氛緊張，主要因漸漸有會員或偏向國家主義，或偏向社會主義，或偏向無政府主義，因此難以凝聚共識。甚至組織需不需分裂，分裂方法也列入議程，可見當時僵局之固。

#### 少年中國學會問題號與冰消瓦解
參與政治與否的問題，還一直像一個網羅一樣籠罩著少年中國學會。少年中國學會問題號（二）就集中討論了這一個大主題。其中有王光祈的文章＜政治活動與社會活動＞、曾琦的＜政治運動之前車與社會活動之先導＞、周太玄的＜澈底主義與妥協主義＞等文，但仍不得其解。
1922年夏天的杭州年會，政治活動與社會活動之爭論再起，鄧中夏、黃日葵、惲代英、楊賢江等人主張政治運動，餘或堅持學會精神，以「學問」、「事業」為目標，或主張參與政治而不得同流合汙，或主張須參與政治需有監察機制，議論紛紜。
1922年夏天以前，學會會員更陸續加入政黨，鄧中夏、黃日葵、毛澤東、惲代英、趙世炎、高君宇、劉仁靜等人因李大釗的引介，入籍共產黨。1923年、1924年時曾琦、左舜生、李璜、余家菊、陳啟天、何魯之、張夢九等人也加入青年黨為黨員。
1925年7月17日至7月20日，少年中國學會又再度在南京召開年會，與會者只有十八人，但由於出席者不乏共產黨員、青年黨員與游離與主義中的中庸份子，因此討論依舊無甚統一結果。由是而設立改組委員會，主導調查與改組事宜。後因意見始終無法得獲一致，始終也沒能再召開年會，從此會務停頓，已形同消散了。

## 出版

### 少年中國月刊
《少年中國月刊》是少年中國學會所創辦的第一份刊物，與《新青年》、《新潮》等雜誌，並為五四時期傳播新思潮、新主義的重要刊物。由少年中國學會北京總會負責編輯、校對、發行（主要負責人為王光祈）。從1919年7月至1924年5月停刊為止，共計有4卷48期，其間從1922年7月至1923年2月曾休刊七個月。每其發行量大約五千冊或更多。
內容豐富而駁雜，主要是關於政治、經濟、社會學、教育學、自然科學、文學與藝術等學術論著與理論文章。兼有許多會員創作之白話詩，以及譯自外國語言的詩作、小說及戲劇，如〈泰戈爾的詩六首〉、王爾德的〈莎樂美〉、莎士比亞的〈羅密歐與茱麗葉〉及莫泊桑的〈愛情〉。最後一部分則是聯繫會員間感情與想法的會務消息與會員通訊。
梁實秋曾言及《少年中國月刊》的重要性：「少年中國學會會員散布海外，而少年中國月刊實為其在上海者之聯鎖。」

### 少年世界月刊
由少年中國學會南京分會負責編輯之刊物。自1920年1月開辦至1920年12月停刊為止，共計一卷十二期。
《少年世界》的發刊詞寫道：「這本月刊是一本注重記載事實的月刊。所紀的事實，不是以中國為範圍，是以世界為範圍。要把中國人村落的眼光改變方向，直射到世界上去。」因此其內容涵括甚廣，有學校調查、地方調查、農村生活、國內外學生動態、國內外工人運動與科學技術文章等，更闢有婦女世界，兒童世界等欄，旨皆在讓讀者了解世界上正在真正發生的事件與現況。
少年世界與少年中國是有明確地分工概念的，後辦的少年世界較注重實際調查與應用科學，先辦的少年中國則看重理論研究。

### 少年社會週刊
《少年社會週刊》由在南京高等師範學校的少年中國學會學生會員所主辦，創刊於1919年12月1日，停刊於1920年5月，第一卷為周刊，共十期。第二卷為半月刊，共三期。
其出版宣言道：「少年社會有兩個意思：一、少年的社會；二、社會的少年。少年的社會，是有少年精神、氣象的社會－進步的社會。社會的少年，是有社會生活感情的少年－協助的少年。」其內容亦涵括教育改革、社會運動、服務精神等，企圖藉由理念宣傳，建造一個新的中國社會，新的中國群眾。

### 星期日週刊
《星期日週刊》由少年中國學會成都分會主辦的週刊，因為每個星期日為發刊日，因以為名。自1919年7月13日創刊始，至1920年7月止，共計五十二期，為期整整一年。每刊發刊量約在三千份以上，在四川有相當的影響力。
其發刊詞道：「我們為什麼要辦這個周報？因為貪汙黑暗的老界，是過去的了。今後便是光明的世界！是要人人自覺的世界，可是這裡有許多人，困於眼前的拘束，一時擺脫不開，尚不能走到自覺的地步上。如其竟沒有幾個人來，大聲呼喚一下，那是很不好的，因此，我們才敢本著自家幾個少數少年人的精神，來略說一點很容易懂的道理。」
其內容多激進思想，更有婦女問題號，社會問題號等專刊來傳播新思潮。
至1920年4月時，由於成都分會的會員漸漸減少，相繼離去，其後刊物相關出版編輯業務由獨立的社團「星期日週報社」擔當。

## 主张及影响

### 非基督教运动
针对“西方帝国主义利用基督教对中国进行的文化侵略”，1920年，少年中國學會发起宗教问题论战，广邀学者和知识青年就「人是否宗教的动物」、「新旧宗教是否还有存在的价值」、「新中国是否还要宗教」等问题发表意见。该会倾向于宗教已失去了存在的价值；而它原有的社会功能，亦可由其他东西所取代。李大钊早在1917年就发表过“以美育代宗教”的观点。这当然也波及到中国的道教、佛教以及其他民间宗教。在后来的五卅运动中，基督教各团体有鉴于中国民族主义势力的壮大，不再强行在西方基督教团体在中国控制的学校进行基督教宣教教育，基督教背景的学校校长也被迫逐渐改由中国人担任，而教会大学的中国反教学生也发起了大规模的脱离基督教会的运动。